# Caprimulgus inornatus
Noitibó-saheliano ou noitibó-modesto (Caprimulgus inornatus) é uma espécie de noitibó da família Caprimulgidae.
Pode ser encontrada nos seguintes países: Benin, Burkina Faso, Burundi, Camarões, República Centro-Africana, Chade, República Democrática do Congo, Costa do Marfim, Djibouti, Eritreia, Etiópia, Gabão, Gana, Guiné, Quénia, Libéria, Mali, Mauritânia, Níger, Nigéria, Senegal, Serra Leoa, Somália, Sudão, Tanzânia, Togo, Uganda e Iémen.